# 約翰·路德·朗
約翰·路德·朗（英語：John Luther Long，1861年1月1日—1927年10月31日）是一名美國律師和作家，最著名的作品是他的短篇小說《蝴蝶夫人》，這篇小說是根據他的妹妹珍妮·科雷爾（Jennie Correll）的回憶寫成的，科雷爾曾和她的丈夫（一位循道宗傳教士）一起到過日本。

## 生平
朗出生於賓夕法尼亞州漢諾威，於1881年10月29日在費城取得律師資格，並成為執業律師。1882年1月17日，他與瑪麗·珍·斯普倫克爾（Mary Jane Sprenkle）結婚。他於1927年10月31日去世，享年66歲，在紐約州克利夫頓泉的一家療養院渡過了生命中最後的兩個月。1927年11月1日《紐約時報》的訃告引用了他自己對自己的詮釋：「一個多愁善感的人，一個女權主義者，並以此為傲」。
他與大衛·貝拉斯科共同創作了四幕劇《Adrea》，由萊斯里·卡特太太主演，該劇在貝拉斯科第一劇院演出了123場。他的單幕劇《Dolce》於1906年4月24日在曼哈頓劇院演出，由明妮·麥登·菲斯克主演。
哈利·蘭森中心收藏了大量他的文件，包括通信和文學計劃。

## 外部連結
- John Luther Long Papers at the Harry Ransom Center
- 約翰·路德·朗收錄於維基文庫中的作品
- 約翰·路德·朗的作品  - 古騰堡計劃
- 互联网档案馆中約翰·路德·朗的作品或与之相关的作品
- 來自約翰·路德·朗的LibriVox公共領域有聲讀物
- Madame Butterfly, The Century Volume 55 Issue 3 (Jan 1898) pp. 374–393
- Madame Butterfly 1903 Grosset and Dunlap "Japanese Edition" with photogravure illustrations by C. Yarnall Abbott (1870–1938)
- David Belasco's Play Madame Butterfly, A Tragedy of Japan (from "Six Plays" Little, Brown 1928)
- John Luther Long, American Studies at The University of Virginia.